# شبی در لیسبون
شبی در لیسبون (انگلیسی: One Night in Lisbon) یک فیلم دلهره‌آور آمریکایی به کارگردانی ادوارد اچ. گریفیت است که در سال ۱۹۴۱ منتشر شد.

## بازیگران
- فرد مک‌موری
- مادلین کارول
- پاتریشیا موریسون
- جان لودر
- بیلی برک
- می ویتی
- ادموند گون
- رجینالد دنی
- بیلی گیلبرت
- مارسل دالیو
- جیمز فینلیسون